# Семеен бизнес
Семейният бизнес е бизнес, контролиран от едно семейство. Пример за това е магазин, притежаван и експлоатиран от двойка или братя и сестри, чиито деца се присъединяват през годините, или адвокатска кантора, която се управлява от поколение на поколение в едно и също семейство. Понякога семеен бизнес е малък бизнес, в който работят само (или предимно) членове на едно семейство, а понякога и бизнесът се разширява и също така наема членове извън семейството. Семейният бизнес понякога се организира като семейна компания. В различни контексти съществува специална уредба относно семейния бизнес.